# Are You Experienced
Az Are You Experienced a The Jimi Hendrix Experience 1967. május 12-én megjelent debütáló albuma. Ez alapozta meg Jimi Hendrix máig tartó népszerűségét, és az egész világon népszerűvé tette.
Miután Chas Chandler pártfogásába vette és 1966 szeptemberében megérkeztek Londonba, Noel Redding basszusgitáros és Mitch Mitchell dobos közreműködésével Hendrix megalapította a The Jimi Hendrix Experience-t. Először a Polydor Recordshoz, majd később a The Who kiadójához, a Track Recordshoz szerződtek le. Itt jelent meg első három, a Top 10-be is bekerült kislemezük: "Hey Joe"/"Stone Free" (1966. december), "Purple Haze"/"51st Anniversary" (1967. március) és "The Wind Cries Mary"/"Highway Chile" (1967. május). A kislemezek felvétele közben Chas Chandler produceri közreműködésével elkezdték első nagylemezük munkálatait is. Miután az album az Egyesült Királyságban – a három kislemez nélkül – megjelent, a zenekar Európaszerte híres lett, nagylemezük pedig a 2. helyezést érte el a Beatles Sgt. Pepper’s Lonely Hearts Club Band-je mögött. Sok Hendrix-rajongó a brit kiadást tartja a hivatalos, valódi kiadásnak.
A zenekar amerikai kiadója, a Reprise Records csak a júniusi Monterey Pop Fesztiválon való fellépés után döntött az album kiadásáról, ám több változtatást eszközöltek. Az angol borító nem volt valami hivalkodó, ezért Karl Ferrisszel, Jimi fotósával egy sokkal „pszichedelikusabbat” csináltattak. De ami még fontosabb, a "Red House", a "Can You See Me" és a "Remember" helyére feltették a kislemezdalokat és megváltoztatták a dalok sorrendjét.A cím helyesírását is megváltoztatták. A dalok sorrendjéről Hendrix döntött, de a "Red House"-t a tudta nélkül vették le. Azt mondták neki: „Amerika nem szereti a bluest”. Augusztusban az album az USA-ban is megjelent és tartós siker lett. A következő album, az Axis: Bold as Love Nagy-Britanniában már decemberben megjelent, de az USA-ban csak hat héttel később, mivel az első album még nagyon jól fogyott (legjobb helyezését, az 5. helyet 1968 októberében érte el).
Miután Jimi apja, Al Hendrix visszakapta a kiadói jogokat, az albumot a Universal Records jelentette meg világszerte, a brit és amerikai kiadást az eredeti területükön, a bónuszdalokkal együtt.
Sokan úgy gondolják[pontosabban?], hogy ez a legjobb bemutatkozó album a rockzenében. 2001-ben a VH1 zenei tv-csatorna minden idők 5. legjobb albumának választotta. 2003-ban a Rolling Stone magazin 500-as listáján a 15. helyet érte el. Szerepel az 1001 lemez, amit hallanod kell, mielőtt meghalsz című könyvben.

## Az album dalai

### Brit kiadás
|     | Cím                      | Szerző(k)    | Hossz |
| --- | ------------------------ | ------------ | ----- |
| 1.  | Foxy Lady                | Jimi Hendrix | 3:19  |
| 2.  | Manic Depression         | Jimi Hendrix | 3:42  |
| 3.  | Red House                | Jimi Hendrix | 3:44  |
| 4.  | Can You See Me           | Jimi Hendrix | 2:32  |
| 5.  | Love or Confusion        | Jimi Hendrix | 3:13  |
| 6.  | I Don't Live Today       | Jimi Hendrix | 3:55  |
| 7.  | May This Be Love         | Jimi Hendrix | 3:11  |
| 8.  | Fire                     | Jimi Hendrix | 2:45  |
| 9.  | Third Stone from the Sun | Jimi Hendrix | 6:44  |
| 10. | Remember                 | Jimi Hendrix | 2:48  |
| 11. | Are You Experienced?     | Jimi Hendrix | 4:14  |

### Amerikai kiadás
|     | Cím                      | Szerző(k)     | Hossz |
| --- | ------------------------ | ------------- | ----- |
| 1.  | Purple Haze              | Jimi Hendrix  | 2:51  |
| 2.  | Manic Depression         | Jimi Hendrix  | 3:42  |
| 3.  | Hey Joe                  | Billy Roberts | 3:30  |
| 4.  | Love or Confusion        | Jimi Hendrix  | 3:13  |
| 5.  | May This Be Love         | Jimi Hendrix  | 3:11  |
| 6.  | I Don't Live Today       | Jimi Hendrix  | 3:55  |
| 7.  | The Wind Cries Mary      | Jimi Hendrix  | 3:20  |
| 8.  | Fire                     | Jimi Hendrix  | 2:45  |
| 9.  | Third Stone from the Sun | Jimi Hendrix  | 6:44  |
| 10. | Foxy Lady                | Jimi Hendrix  | 3:19  |
| 11. | Are You Experienced?     | Jimi Hendrix  | 4:14  |

### Brit bónuszdalok
|    | Cím                 | Szerző(k)     | Hossz |
| -- | ------------------- | ------------- | ----- |
| 1. | Hey Joe             | Billy Roberts | 3:30  |
| 2. | Stone Free          | Jimi Hendrix  | 3:36  |
| 3. | Purple Haze         | Jimi Hendrix  | 2:51  |
| 4. | 51st Anniversary    | Jimi Hendrix  | 3:16  |
| 5. | The Wind Cries Mary | Jimi Hendrix  | 3:20  |
| 6. | Highway Chile       | Jimi Hendrix  | 3:32  |

### Amerikai bónuszdalok
|    | Cím              | Szerző(k)    | Hossz |
| -- | ---------------- | ------------ | ----- |
| 1. | Stone Free       | Jimi Hendrix | 3:36  |
| 2. | 51st Anniversary | Jimi Hendrix | 3:16  |
| 3. | Highway Chile    | Jimi Hendrix | 3:32  |
| 4. | Can You See Me   | Jimi Hendrix | 2:32  |
| 5. | Remember         | Jimi Hendrix | 2:48  |
| 6. | Red House        | Jimi Hendrix | 3:44  |

## Közreműködők
- Jimi Hendrix – gitár, ének, zongora, beszéd a "Third Stone from the Sun"-ban (Csillagflotta)
- Noel Redding – basszusgitár, vokál
- Mitch Mitchell – dob, ütőhangszerek
- Chas Chandler – beszéd a "Third Stone from the Sun"-ban (Felderítő Hajó)

### Produkció
- Eddie Kramer – hangmérnök, újrakeverés
- Mike Ross – hangmérnök
- Dave Siddle – hangmérnök
- Karl Ferris – fényképek
- Bruce Fleming – fényképek
- Harry Goodwin – fényképek
- Bobby Terry – fényképek
- George Marino – újrakeverés
- Janie Hendrix – újrakeverés felügyelete
- John McDermott, Jr. – újrakeverés felügyelete
- Dave Marsh – jegyzetek
- Chas Chandler – producer